# تصادف ریلی ۲۰۲۱ گهوتکی
در ۷ ژوئن ۲۰۲۱، قبل از طلوع آفتاب، دو قطار در نزدیکی دهرکی، در ناحیه گهوتکی در جنوب ایالت سند در پاکستان به هم برخورد کردند که منجر به کشته شدن حداقل ۶۵ نفر و زخمی شدن حدود ۱۵۰ نفر دیگر شد. در این برخورد یک قطار سریع از خط خارج شد و به مسیر مخالف رفت و قطار سریع دوم تقریباً یک دقیقه بعد به اول برخورد کرد. در این برخورد حدود شش تا هشت واگن «کاملاً نابود» شدند.